# Чорояші
Чорояші (рум. Cioroiași) — село у повіті Долж в Румунії. Адміністративний центр комуни Чорояші.
Село розташоване на відстані 214 км на захід від Бухареста, 39 км на південний захід від Крайови.

## Населення
За даними перепису населення 2002 року у селі проживали 1206 осіб. Рідною мовою 1204 особи (99,8%) назвали румунську.
Національний склад населення села:
| Національність | Кількість осіб | Відсоток |
| -------------- | -------------- | -------- |
| румуни         | 1194           | 99,0%    |
| цигани         | 12             | 1,0%     |